# Steven Lungu
Steven Lungu  (Captain Steven Lungu ou encore Captain Solo), né le 6 janvier 1962 à Mansa, en Zambie, et décédé le 11 août 2012 à Lusaka, est un capitaine de l'armée zambienne (en) qui, en 1997, avec le capitaine Jack Chiti, a tenté un coup d'État durant la présidence de Frederick Chiluba.
Aux premières heures d'octobre 1997, les soldats menés par le capitaine Solo font irruption dans un dépôt d'armes, agressent des officiers de l'armée, puis prennent d'assaut les studios de la Zambia National Broadcasting Corporation (en) (ZNBC), propriété de l'État. Solo prétend représenter le Conseil national de rédemption et annonce à la radio d'État qu'il a pris le contrôle du pays. Il informe également ses compatriotes qu'il limoge les chefs de l'armée et de la police et donne au président Frederick Chiluba jusqu'à 9 heures du matin pour se rendre sous peine d'être exécuté.

## Arrestation, procès et emprisonnement
Le capitaine Solo et 54 autres personnes sont arrêtés par les forces spéciales du gouvernement à peine trois heures après leur prise de pouvoir et une annonce officielle est diffusée pour annoncer que le coup d'État a été réprimé.
En 2003, sous la direction de l'ancien président Levy Mwanawasa, le procès tant attendu s'achève et 44 des 54 soldats sont reconnus coupables de trahison par la Haute Cour. Ils sont condamnés à mort par pendaison, mais ils font immédiatement appel devant la Cour suprême. Dans leur appel contre la décision, les soldats font valoir qu'ils ont été impliqués dans le coup d'État sans le vouloir. Lors du procès, le capitaine Solo avoue être le cerveau du complot et implore son pardon. Il affirme cependant catégoriquement qu'il a eu raison de tenter de renverser Chiluba et son gouvernement, car celui-ci est gangrené par la corruption[réf. nécessaire].
D’autres personnes sont également arrêtées et jugées en lien avec le coup d’État manqué, parmi lesquelles des personnalités de premier plan telles que le premier président de la République, Kenneth Kaunda, la princesse Nakatindi Wina et le chef de l’opposition, Dean Namulya Mung’omba.

## Libération
Le capitaine Solo bénéficie d'une grâce présidentielle après avoir purgé 13 ans de prison, accordée par le quatrième président, Rupiah Banda, le 28 décembre 2010. Le président de l'époque, Levy Mwanawasa, a également fait preuve de clémence à son égard en commuant sa condamnation à mort en une peine de 20 ans de prison. Solo déclare que, bien qu'il ait retrouvé la liberté, il est financièrement démuni et dépend d'un pasteur pour son logement, sa nourriture et ses vêtements.

## Décès
Steven Lungu décède le 11 août 2012, à l'âge de 53 ans, à la clinique Kanyama de Lusaka, après une longue lutte contre la tuberculose qui a aggravé sa santé depuis sa sortie de prison. Il laisse derrière lui trois enfants'.